# Collie (Australia Occidentale)
Collie è una città situata nella regione di South West, in Australia Occidentale; essa si trova 213 chilometri a sud di Perth ed è la sede della Contea di Collie.

## Storia
L'omonimo fiume su cui sorge Collie venne scoperto nel 1829 da Alexander Collie, cui si deve il nome della città e del fiume stesso.
La città deve il suo sviluppo e la sua principale fonte economica alle miniere di carbone che vennero aperte nei suoi pressi ed all'industria di supporto che venne conseguentemente originata, oltre ad alcune centrali elettriche ed all'industria legata al legname.

## Geografia fisica

### Clima
Il clima di Collie è di tipo mediterraneo.
| Mese                        | Mesi | Mesi | Mesi | Mesi | Mesi  | Mesi  | Mesi  | Mesi  | Mesi | Mesi | Mesi | Mesi | Stagioni | Stagioni | Stagioni | Stagioni | Anno  |
| Mese                        | Gen  | Feb  | Mar  | Apr  | Mag   | Giu   | Lug   | Ago   | Set  | Ott  | Nov  | Dic  | Inv      | Pri      | Est      | Aut      | Anno  |
| --------------------------- | ---- | ---- | ---- | ---- | ----- | ----- | ----- | ----- | ---- | ---- | ---- | ---- | -------- | -------- | -------- | -------- | ----- |
| T. max. media (°C)          | 30,5 | 30,1 | 27,3 | 23,1 | 18,9  | 16,3  | 15,5  | 16,3  | 18,1 | 20,7 | 24,8 | 28,3 | 29,6     | 23,1     | 16,0     | 21,2     | 22,5  |
| T. min. media (°C)          | 13,2 | 13,1 | 11,5 | 8,7  | 6,3   | 5,0   | 4,2   | 4,5   | 5,8  | 7,4  | 9,7  | 11,7 | 12,7     | 8,8      | 4,6      | 7,6      | 8,4   |
| Nuvolosità (okta al giorno) | 5,7  | 5,4  | 7,2  | 11,9 | 14,7  | 14,8  | 15,2  | 13,1  | 12,1 | 11,8 | 10,6 | 6,1  | 5,7      | 11,3     | 14,4     | 11,5     | 10,7  |
| Precipitazioni (mm)         | 14,8 | 14,2 | 23,6 | 48,2 | 125,9 | 180,3 | 179,4 | 140,6 | 99,9 | 64,5 | 32,1 | 16,0 | 45,0     | 197,7    | 500,3    | 196,5    | 939,5 |
| Giorni di pioggia           | 1,7  | 1,9  | 2,8  | 5,5  | 10,2  | 13,4  | 14,5  | 13,2  | 11,0 | 8,3  | 4,9  | 2,7  | 6,3      | 18,5     | 41,1     | 24,2     | 90,1  |